# Jerzmanowice-Przeginia

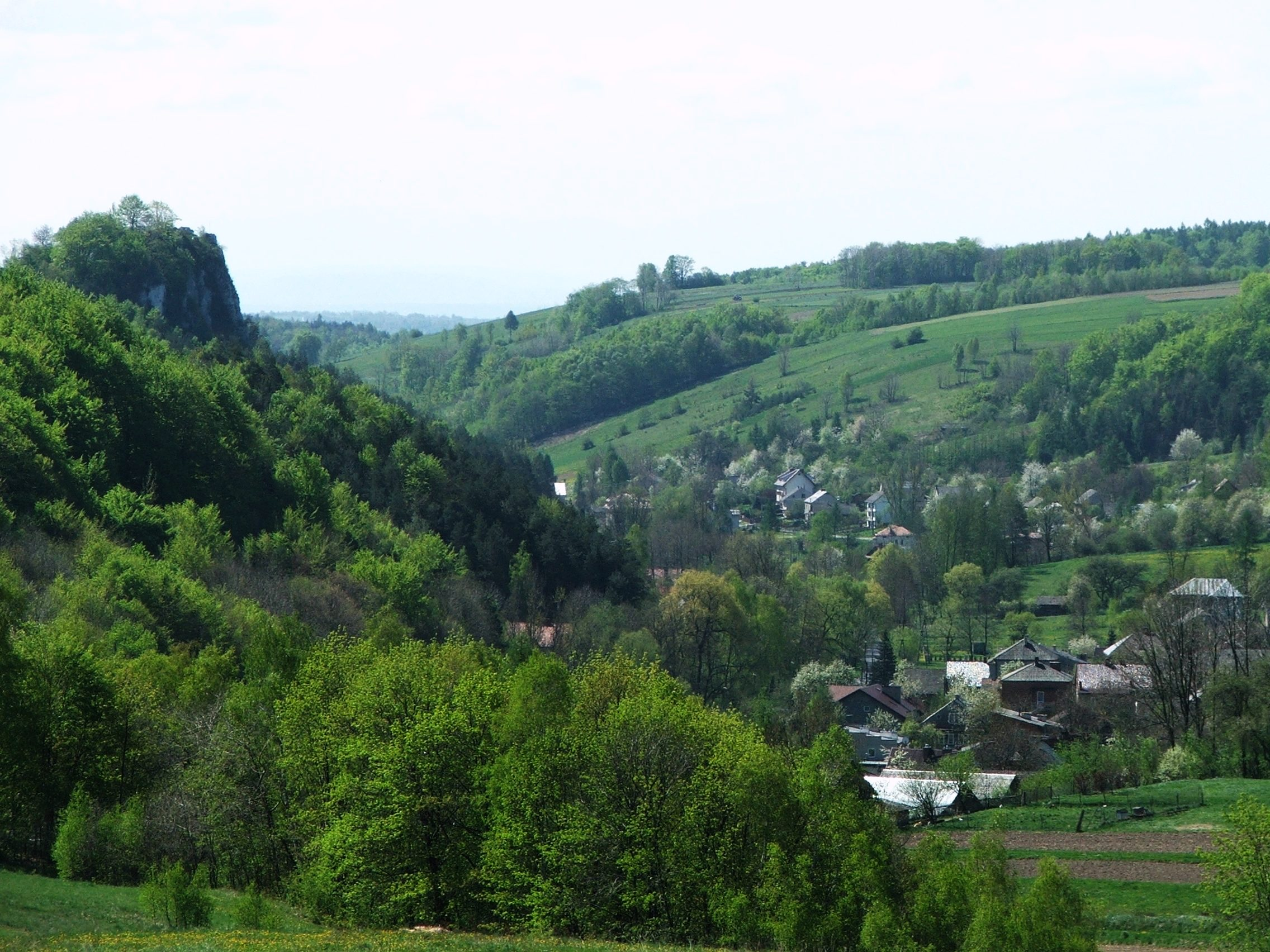
Dolina Szklarki

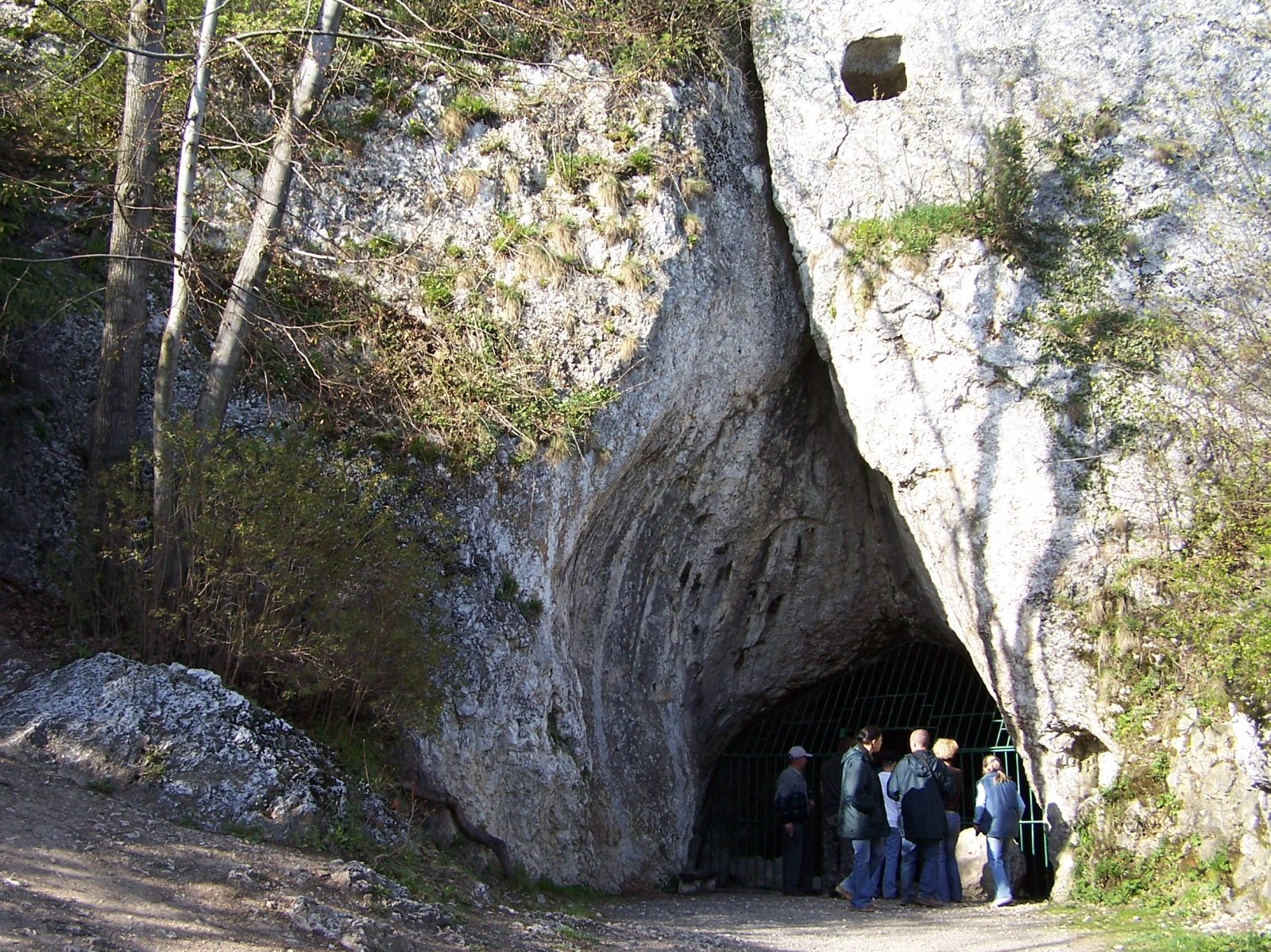
Jaskinia Nietoperzowa

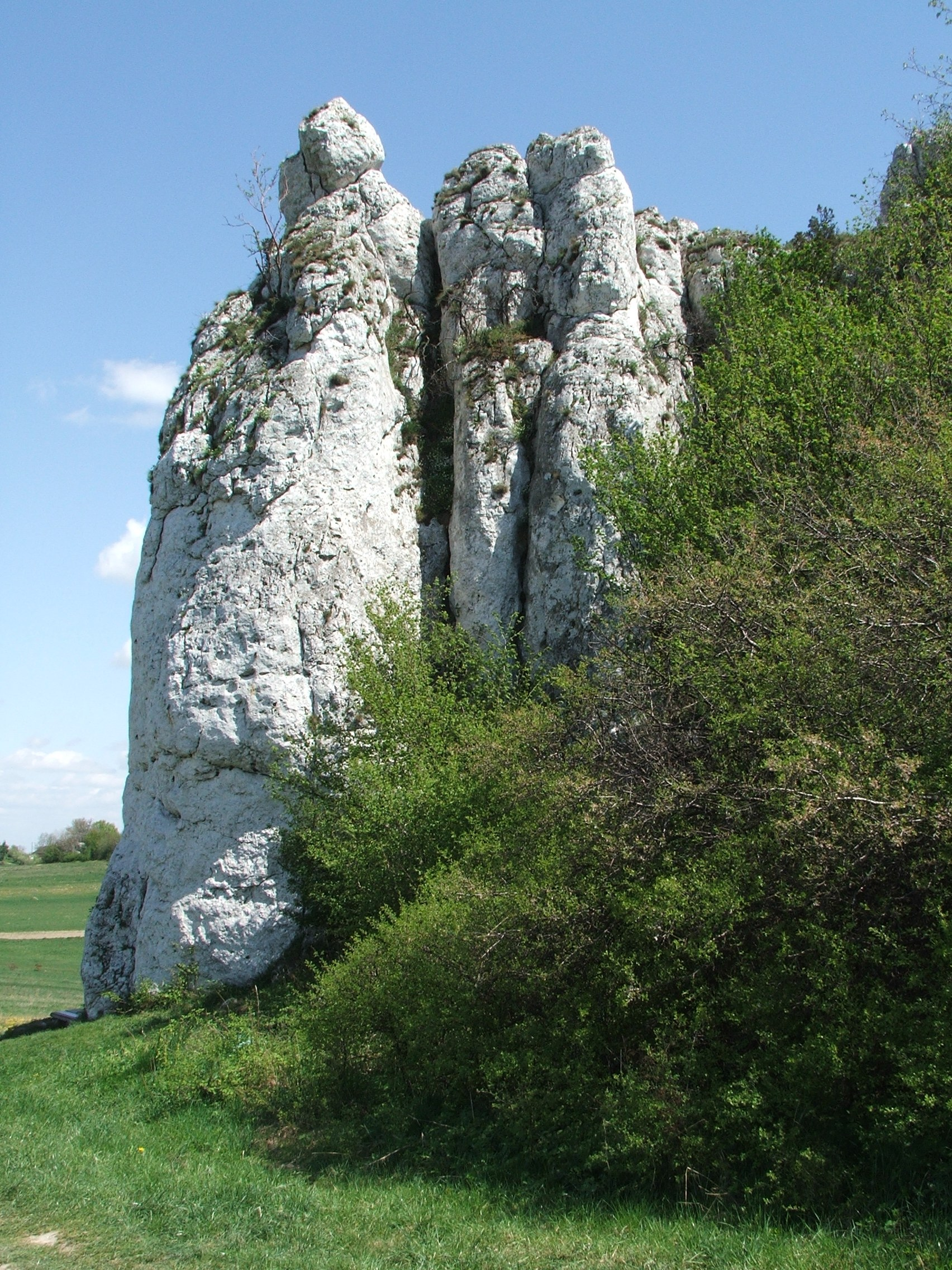
Ostry Kamień

Jerzmanowice-Przeginia (daw. gmina Jerzmanowice + gmina Przeginia) – gmina wiejska w województwie małopolskim, w powiecie krakowskim. W latach 1975–1998 gmina położona była w województwie krakowskim.

## Tło przyrodniczo-geograficzne
W ujęciu morfologicznym gmina Jerzmanowice-Przeginia leży na Wyżynie Śląsko-Krakowskiej, w strefie mezoregionu Wyżyny Olkuskiej. Obszar ten jest zwartym, płytowym blokiem wapieni górnojurajskich ograniczonych od południa Rowem Krzeszowickim i rozciętym przez krótkie, głęboko wcięte doliny. Od wschodu sąsiaduje z Wyżyną Miechowską, od północy z Wyżyną Częstochowską, przy czym granicą jest dolina Białej Przemszy i Brama Wolbromska, od zachodu z Wyżyną Śląską. Przeważająca część Wyżyny Olkuskiej przekracza 400 m n.p.m., przy czym różnica wysokości w stosunku do Rowu Krzeszowickiego i doliny Wisły pod Krakowem przekracza 200 metrów, natomiast najwyższy punkt osiąga wysokość 512,8 m n.p.m. (Skała 502 leżąca na terenie Jerzmanowic, na zachód od doliny Prądnika, nazywana również: Wyjżoł, Grodzisko). Rozcięta jarowymi dolinami część Wyżyny Olkuskiej w obrębie której leży gmina Jerzmanowice-Przeginia można by nazwać Wyżyną Ojcowską (używana również była nazwa Płyta Ojcowska).
Siedziba Urzędu Gminy to Jerzmanowice.
Według danych z 31 grudnia 2008 gminę zamieszkiwało 10 458 osób.

## Struktura powierzchni
Według danych z roku 2002 gmina Jerzmanowice-Przeginia ma obszar 68,39 km², w tym:
- użytki rolne: 85%;
- użytki leśne: 9%.

Gmina stanowi 5,56% powierzchni powiatu.

## Demografia
W 2013 mieszkało tutaj 10 743 osób.
Dane z 30 czerwca 2004:
| Opis                              | Ogółem | Ogółem | Kobiety | Kobiety | Mężczyźni | Mężczyźni |
| --------------------------------- | ------ | ------ | ------- | ------- | --------- | --------- |
| Jednostka                         | osób   | %      | osób    | %       | osób      | %         |
| Populacja                         | 10 426 | 100    | 5257    | 50,4    | 5169      | 49,6      |
| Gęstość zaludnienia [mieszk./km²] | 152,4  | 152,4  | 76,9    | 76,9    | 75,6      | 75,6      |

Dziesiąta pod względem liczby mieszkańców gmina, na 17 gmin powiatu krakowskiego.

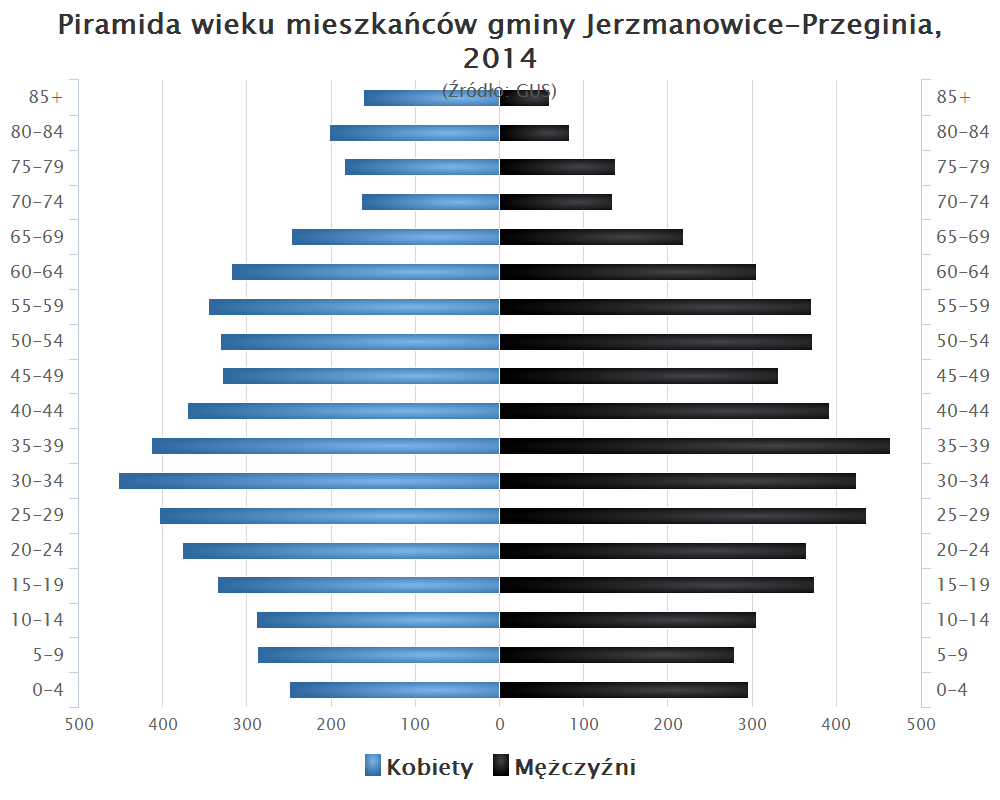
Piramida wieku mieszkańców gminy Jerzmanowice-Przeginia w 2014 roku

## Zabytki
Obiekty wpisane do rejestru zabytków nieruchomych województwa małopolskiego:
- Kościół św. Bartłomieja Apostoła w Jerzmanowicach;
- Kaplica św. Jana Chrzciciela w Jerzmanowicach;
- Kościół Narodzenia Najświętszej Maryi Panny w Racławicach;
- Kościół św. Katarzyny w Sąspowie.

## Religia

### Kościół rzymskokatolicki
- Kościoły rzymskokatolickie: Jerzmanowice, Przeginia, Racławice, Sąspów, Szklary.

Jerzmanowice posiadają dwa kościoły: parafialny pw. św. Bartłomieja Apostoła oraz dawny kościół szpitalny pw. św. Jana Chrzciciela „Na Gościńcu”. Kościół św. Bartłomieja był pierwotnie drewniany, zbudowany za panowania Kazimierza Wielkiego w 1338. Obecny pochodzi z lat 1827–1830, rozbudowany w 1876. Kościół św. Jana Chrzciciela wzniesiony został wraz ze szpitalem dla ubogich w 1696 z fundacji Jana Sroczyńskiego, uczestnika Odsieczy Wiedeńskiej. W 1529 w przegińskim kościele proboszczem był Marcin Biem z Olkusza – słynny astronom i współtwórca kalendarza gregoriańskiego.

### Świadkowie Jehowy
Wyznawcy zamieszkujący zachodnią część gminy należą obecnie do jednego ze zborów olkuskich, a ze wschodniej części gminy do krakowskich. Działalność rozpowszechniła się po II wojnie światowej. Powstała pierwsza grupa wyznawców w Racławicach. 

### Dawne grupy wyznawców
- Kalwinizm: Stanisław Szafraniec, wojewoda, kasztelan, był rzecznikiem tolerancji religijnej i ograniczeniem uprawnień Kościoła katolickiego. Brał czynny udział w życiu małopolskiego kościoła protestanckiego. W latach 1550–1555 ufundował w swoich dobrach zbory kalwińskie m.in. w Przegini i Sąspowie. Tamtejsze kościoły pozamieniał na takie zbory.

## Miejscowości wchodzące w skład gminy

### Sołectwa
Czubrowice, Gotkowice, Jerzmanowice, Łazy, Przeginia, Racławice, Sąspów, Szklary.

### Pozostałe miejscowości
Na Księżym Polu, Pod Skałą.

## Sąsiednie gminy
Krzeszowice, Olkusz, Skała, Sułoszowa, Wielka Wieś, Zabierzów.